# Élection présidentielle américaine de 1852
L'élection présidentielle américaine de 1852 est la dix-septième élection présidentielle organisée depuis l'adoption de la Constitution américaine en 1787. Elle se déroule le mardi 2 novembre 1852, dans un contexte de forte division politique et de tensions croissantes autour de l'esclavage. Elle opposa Franklin Pierce, un démocrate originaire du New Hampshire, à Winfield Scott, candidat du Parti whig et héros de la Guerre américano-mexicaine.
Le Parti whig, alors en déclin, était divisé sur la question de l'esclavage. Les membres du parti au Nord s'opposaient à l'expansion de l'esclavage, tandis que les Whigs du Sud voulaient le protéger. Cette fracture interne affaiblit la campagne de Scott. Les démocrates, de leur côté, soutenaient le Compromis de 1850, un ensemble de lois visant à apaiser les tensions entre le Nord et le Sud en permettant notamment aux nouveaux territoires de décider eux-mêmes s'ils adopteraient ou non l'esclavage.

## Conditions d'éligibilité
Ne peuvent se présenter, selon l'article II section première de la Constitution, que les citoyens américains:
- Américains de naissance ;
- âgés d'au moins 35 ans ;
- ayant résidé aux États-Unis depuis au moins 14 ans.

## Désignation des grands électeurs
Les 31 États de l'Union participèrent à la désignation des grands électeurs, soit un de plus qu'en 1848, du fait de l'entrée de la Californie dans l'Union. Seule la Caroline du Sud fit encore désigner ses électeurs par la législature de l'État, tous les autres choisissant de les faire désigner par le vote direct des citoyens.
296 Grands électeurs furent ainsi désignés et participèrent à l'élection.

## Investiture des candidats
Parti Whig
Bien que président sortant, Millard Fillmore ne vit pas sa candidature jugée « naturelle » par une bonne partie des Whig. Il s'appuyait pourtant sur le fait que les très vives tensions entre Nord et Sud, qui avaient un temps fait craindre une sécession des États esclavagistes, avait été résolues pour un temps par le « compromis de 1850 », qu'il avait largement soutenu et favorisé, alors que le président Taylor en avait bloqué la conclusion.
Mais beaucoup de Whigs du nord considéraient que ce compromis n'en était pas un, et qu'il entérinait l'esclavage que le parti, pourtant, était censé combattre.
Le secrétaire d'État Daniel Webster, ancien sénateur du Massachusetts, et donc élu du nord, mais partisan du compromis de 1850 et du maintien à tout prix de l'Union, estima qu'il pouvait tenter sa chance, et se présenta à l'investiture, avec le soutien d'une partie des délégués de la Nouvelle-Angleterre, et en espérant celui des délégués du sud.
Mais la majorité des Whigs du nord avancèrent la candidature du général Winfield Scott, Commandant en chef des Armées des États-Unis, et héros de la guerre contre le Mexique.
La convention fut très divisée, et les débats assez vifs. Fillmore arriva en tête du premier tour de scrutin, mais avec 133 voix contre 131 à Scott, il ne se détachait pas vraiment, et ce d'autant plus qu'il ne pouvait guère compter sur les 29 voix des amis de Webster, celui-ci ayant clairement décidé de faire cavalier seul.
Il fallut 53 tours de scrutin pour que les Whigs parviennent à désigner Winfield Scott, par 159 voix contre 111 à Fillmore et 21 à Webster.
L'opposition entre nord et sud était particulièrement marquée : Scott obtenait les voix des délégués du nord, et Fillmore celles du sud. Webster, contrairement à ses calculs, ne dépassa pas sa zone d'influence de la Nouvelle-Angleterre.
Pour tenter de faire contrepoids à ce clivage, la convention désigna le secrétaire à la Marine, William Alexander Graham, qui avait été auparavant sénateur, puis gouverneur, de Caroline du Nord, comme candidat à la vice-présidence.
Parti démocrate
La Convention démocrate se réunit du 1er au 5 juin 1852 à Baltimore.
Si les Whigs semblaient divisés, il en était de même chez les démocrates. Aucun candidat ne semblait en mesure d'imposer sa candidature, et une demi-douzaine de candidats se présentèrent avec quelques chances de l'emporter. Parmi eux, Lewis Cass, candidat malheureux en 1848, qui souhaitait tenter de nouveau sa chance, James Buchanan, ancien sénateur de Pennsylvanie et ancien secrétaire d'État du président Polk, qui semblait s'être pourtant retiré de la vie publique, le sénateur de l'Illinois Stephen A. Douglas, ancien général de la guerre contre le Mexique, qui avait été chargé de la fonction de gouverneur du territoire de l'Oregon, et qui était délégué de ce Territoire à la Chambre des représentants depuis un an, William L. Marcy, ancien secrétaire à la Guerre du président Polk et ancien sénateur de New York…
Les débats furent très long, et les démocrates durent se résoudre à chercher un candidat de compromis pour se sortir de l'impasse. Au 35e tour de scrutin, la candidature de Franklin Pierce, qui n'avait pourtant pas eu de fonction politique depuis plus de dix ans (il avait été représentant, puis sénateur du New Hampshire entre 1837 et 1842), mais dont la participation à la guerre contre le Mexique, comme colonel de la première Brigade de volontaires, fut montée en épingle. Il dut cependant attendre le 49e tour de scrutin pour être finalement désigné à l'unanimité.
William Rufus DeVane King, sénateur de l'Alabama, fut ensuite désigné comme candidat à la vice-présidence, afin d'équilibrer le « ticket » démocrate entre nord et sud.
Free Soil
Le compromis de 1850, qui semblait donner raison aux free soilers, puisque l'esclavage était exclu des nouveaux territoires conquis ou acquis, porta un coup à leur parti, le Parti du sol libre (Free Soil Party).
Un nombre important de free soilers, et notamment les partisans et proches de Martin Van Buren, retournèrent au Parti démocrate, et il ne resta plus que les abolitionnistes les plus convaincus, qui ne se contentaient pas de limiter l'esclavage, mais qui voulaient aussi l'interdire dans les États le pratiquant déjà.
Ceux-ci désignèrent John Parker Hale, sénateur du New Hampshire, comme candidat, sur un ticket avec George Washington Julian, ancien représentant de l'Indiana.
Unionistes
Après son échec à l'investiture Whig, Daniel Webster décida de maintenir sa candidature à la présidence, sous une étiquette « unioniste », avec comme colistier Charles J. Jenkins (en), un politicien de Georgie qui s'était fait connaître lors de la convention spéciale de son État qui avait approuvé le compromis de 1850. Cette candidature obtint le soutien de l'American Party, un parti nativiste.

## Campagne électorale
La campagne ne se mena guère, une fois de plus, sur le fond. Les deux partis étant divisés sur le principal sujet de préoccupation politique du moment, la question de l'esclavage, ils n'avaient ni l'un ni l'autre de position ferme à cet égard.
Dans cette situation trouble, les démocrates, plus pragmatiques, s'en sortirent mieux que les Whigs, pour qui les débats d'orientation avaient leur importance. La réputation d'abolitionniste de Scott lui aliéna ainsi les voix Whig du sud, tandis que ceux du nord trouvèrent dans l'approbation donnée par la convention Whig au compromis de 1850 une forme de soutien à l'esclavage.
L'absence de notoriété de Pierce joua finalement en sa faveur. Les électeurs découvrirent un ancien combattant de la guerre contre le Mexique, un homme affable et présentant bien, ennemis des excès et semblant raisonnable.
La dissidence « unioniste » de Webster fut interrompu par le décès de celui-ci, le 25 octobre, des suites d'une chute de cheval. Son nom resta cependant sur les bulletins de vote en Géorgie et dans le Massachusetts, sans pour autant changer l'issue du scrutin. Pour le remplacer, les nativistes de l'American Party désignèrent Jacob Broom, qui réalisa un score négligeable.

## Résultats
L'élection se solda par une victoire écrasante de Pierce. L'écart en voix était certes important, mais ce fut surtout au sein du collège électoral que la différence fut impressionnante. Les Whigs n'avaient emporté que quatre États, comptant pour moins de 50 électeurs, les démocrates emportant tous les autres.
Le candidat free soiler, Hale, qui n'était présent que dans 17 États, obtint un score certes moitié moindre que celui de Van Buren en 1848, mais résista mieux qu'on aurait pu le penser. Il fit notamment une percée dans le MidWest (Illinois, Michigan, Ohio), où il réunit environ 8 % des voix.
| Candidats        | Candidats                 | Candidats          | Grands électeurs | Vote populaire | Vote populaire |
| À la présidence  | À la vice-présidence      | Parti              | Grands électeurs | Voix           | %              |
| ---------------- | ------------------------- | ------------------ | ---------------- | -------------- | -------------- |
| Franklin Pierce  | William Rufus DeVane King | Parti démocrate    | 254              | 1 607 510      | 50,8 %         |
| Winfield Scott   | William Alexander Graham  | Parti whig         | 42               | 1 386 942      | 43,9 %         |
| John Parker Hale | George Washington Julian  | Parti du sol libre | 0                | 155 210        | 4,9 %          |
| Daniel Webster   | Charles Jones Jenkins     | Parti unioniste    | 0                | 6 994          | 0,2 %          |
| Autres candidats |                           |                    |                  | 5 174          | 0,2 %          |
| Total            | Total                     | Total              | 296              | 3 161 830      | 100,00 %       |